# Saverio Ragno
Saverio Ragno   (Trani, 6 de desembre de 1902 - Sacile, 22 d'abril de 1969) fou un tirador d'esgrima italià, especialista en espasa i floret, que va competir entre les dècades de 1930 i 1950. Era el pare de la també tiradora d'esgrima Antonella Ragno-Lonzi.
El 1932 va prendre part en els Jocs Olímpics d'Estiu de Los Angeles, on va disputar dues proves del programa d'esgrima. En la prova d'espasa per equips guanyà la medalla de plata, mentre en la d'espasa individual fou quart. Quatre anys més tard, als Jocs de Berlín, tornà a disputar dues proves del programa d'esgrima. Guanyà la medalla d'or en la prova d'espasa per equips i la de plata en espasa individual. Una vegada finalitzada la Segona Guerra Mundial va disputar els Jocs de Londres de 1948, on guanyà una nova medalla de plata, en aquesta ocasió en la prova de floret per equips.
En el seu palmarès també destaquen quinze medalles al Campionat del món d'esgrima, set d'or, quatre de plata i quatre de bronze, entre el 1930 i el 1947. A nivell nacional guanyà cinc campionats italians d'espasa.